# Lijst van nummer 1-hits in de Vlaamse top 10 in 2005
De volgende hits stonden in 2005 op nummer 1 in de Vlaamse top 10.
| Datum        | Artiest                      | Titel                        |
| ------------ | ---------------------------- | ---------------------------- |
| 1 januari    | Clouseau                     | Ik denk aan jou              |
| 8 januari    | Clouseau                     | Ik denk aan jou              |
| 15 januari   | Clouseau                     | Ik denk aan jou              |
| 22 januari   | Artiesten voor Tsunami 12-12 | Geef een teken               |
| 29 januari   | Artiesten voor Tsunami 12-12 | Geef een teken               |
| 5 februari   | Artiesten voor Tsunami 12-12 | Geef een teken               |
| 12 februari  | Artiesten voor Tsunami 12-12 | Geef een teken               |
| 19 februari  | Artiesten voor Tsunami 12-12 | Geef een teken               |
| 26 februari  | Artiesten voor Tsunami 12-12 | Geef een teken               |
| 5 maart      | Artiesten voor Tsunami 12-12 | Geef een teken               |
| 12 maart     | Dynamite                     | Schnappi                     |
| 19 maart     | Dynamite                     | Schnappi                     |
| 26 maart     | Dynamite                     | Schnappi                     |
| 2 april      | Dynamite                     | Schnappi                     |
| 9 april      | Clouseau                     | Hier bij jou                 |
| 16 april     | Clouseau                     | Hier bij jou                 |
| 23 april     | Laura Lynn                   | Je hebt me 1000 maal belogen |
| 30 april     | Laura Lynn                   | Je hebt me 1000 maal belogen |
| 7 mei        | Laura Lynn                   | Je hebt me 1000 maal belogen |
| 14 mei       | Laura Lynn                   | Je hebt me 1000 maal belogen |
| 21 mei       | Laura Lynn                   | Je hebt me 1000 maal belogen |
| 28 mei       | Laura Lynn                   | Je hebt me 1000 maal belogen |
| 4 juni       | Laura Lynn                   | Je hebt me 1000 maal belogen |
| 11 juni      | Laura Lynn                   | Je hebt me 1000 maal belogen |
| 18 juni      | Laura Lynn                   | Je hebt me 1000 maal belogen |
| 25 juni      | Laura Lynn                   | Je hebt me 1000 maal belogen |
| 2 juli       | Laura Lynn                   | Je hebt me 1000 maal belogen |
| 9 juli       | Laura Lynn                   | Je hebt me 1000 maal belogen |
| 16 juli      | K3                           | Kuma he                      |
| 23 juli      | K3                           | Kuma he                      |
| 30 juli      | K3                           | Kuma he                      |
| 6 augustus   | K3                           | Kuma he                      |
| 13 augustus  | K3                           | Kuma he                      |
| 20 augustus  | K3                           | Kuma he                      |
| 27 augustus  | K3                           | Kuma he                      |
| 3 september  | K3                           | Kuma he                      |
| 10 september | K3                           | Kuma he                      |
| 17 september | K3                           | Kuma he                      |
| 24 september | K3                           | Kuma he                      |
| 1 oktober    | K3                           | Kuma he                      |
| 8 oktober    | K3                           | Kuma he                      |
| 15 oktober   | K3                           | Kuma he                      |
| 22 oktober   | K3                           | Kuma he                      |
| 29 oktober   | Sam Bettens                  | Leef                         |
| 5 november   | Sam Bettens                  | Leef                         |
| 12 november  | Sam Bettens                  | Leef                         |
| 19 november  | Clouseau                     | Ik zie de hemel              |
| 26 november  | Clouseau                     | Ik zie de hemel              |
| 3 december   | Clouseau                     | Ik zie de hemel              |
| 10 december  | Clouseau                     | Ik zie de hemel              |
| 17 december  | Clouseau                     | Ik zie de hemel              |
| 24 december  | De Kippensoep Allstars       | Kippensoep voor iedereen     |
| 31 december  | De Kippensoep Allstars       | Kippensoep voor iedereen     |

Lijsten van nummer 1-hits in de Radio 2 Top 30

1970 ·
1971 ·
1972 ·
1973 ·
1974 ·
1975 ·
1976 ·
1977 ·
1978 ·
1979 ·
1980 ·
1981 ·
1982 ·
1983 ·
1984 ·
1985 ·
1986 ·
1987 ·
1988 ·
1989 ·
1990 ·
1991 ·
1992 ·
1993 ·
1994 ·
1995 ·
1996 ·
1997 ·
1998 ·
1999 ·
2000 ·
2001 ·
2002 ·
2003 ·
2004 ·
2005 ·
2006 ·
2007 ·
2008 ·
2009 ·
2010 ·
2011 ·
2012 ·
2013 ·
2014 ·
2015 ·
2016 ·
2017 ·
2018 ·
2019 ·
2020 ·
2021 ·
2022 ·
2023 ·
2024 ·
2025
Lijsten van nummer 1-hits in de Ultratop 50 

1995 ·
1996 ·
1997 ·
1998 ·
1999 ·
2000 ·
2001 ·
2002 ·
2003 ·
2004 ·
2005 ·
2006 ·
2007 ·
2008 ·
2009 ·
2010 ·
2011 ·
2012 ·
2013 ·
2014 ·
2015 ·
2016 ·
2017 ·
2018 ·
2019 ·
2020 ·
2021 ·
2022 ·
2023 ·
2024 ·
2025
Lijsten van nummer 1-hits in de Vlaamse top 50

2001 ·
2002 ·
2003 ·
2004 ·
2005 ·
2006 ·
2007 ·
2008 ·
2009 ·
2010 ·
2011 ·
2012 ·
2013 ·
2014 ·
2015 ·
2016 ·
2017 ·
2018 ·
2019 ·
2020 ·
2021 ·
2022 ·
2023 ·
2024 ·
2025
- Nederland (Top 40)
- Nederland (Single Top 100)
- Nederland (3FM Mega Top 50)
- Nederland (Outlaw 41)
- Nederland (DVD Top 30)
- Vlaanderen (Radio 2 Top 30)
- Vlaanderen (Ultratop 50)
- Vlaanderen (Top 30 van Ultratop)
- Wallonië
- Australië
- Denemarken
- Duitsland
- Frankrijk
- Ierland
- Italië
- Nieuw-Zeeland
- Noorwegen
- Oostenrijk
- Verenigd Koninkrijk
- Verenigde Staten (Hot 100)
- Zweden
- Zwitserland